# Lake Malawi
Lake Malawi ist eine tschechische Indie-Pop-Band.

## Geschichte
Die Band wurde im September 2013 in Třinec vom Sänger Albert Černý gegründet, nachdem sich seine vorherige Band Charlie Straight aufgelöst hatte.
2014 veröffentlichte die Band dann ihr erstes Lied Forever June. Im selben Jahr trat die Band häufig auf großen tschechischen Musikfestivals auf wie zum Beispiel Colours of Ostrava und Rock for People. Darüber hinaus nahm sie auch am The Great Escape Festival im Vereinigten Königreich teil. Außerdem war Lake Malawi die Vorband bei Konzerten in Prag von Künstlern wie The Kooks, Mika und Thirty Seconds to Mars. 2016 verließ der Schlagzeuger und ehemaliges Mitglied von Charlie Straight Pavel Palát die Band und wurde durch Antonín Hrabal ersetzt.
2017 veröffentlichte die Band ihr Debütalbum Surrounded by Light. Ende 2017 verließ der Gitarrist Patrick Parpentski die Band.
Im Januar 2019 wurde bekannt, dass sie an der tschechischen Vorentscheidung zum Eurovision Song Contest 2019 in Tel Aviv, Israel teilnehmen wird. Am 28. Januar 2019 wurden sie als Sieger bekanntgegeben und vertraten Tschechien mit dem Song Friend of a Friend. Bei diesem schafften sie es ins Finale und erreichten schließlich den 11. Platz.
Im Jahr 2020 nahm der Sänger der Band, Albert Černý, welcher selbst in Polen in die Schule gegangen war, beim polnischen Vorentscheid zum ESC (Szansa na Sukces Eurowizja 2020) teil und konnte im Finale den 2. Platz erreichen.

## Diskografie

### Studioalben
- 2017: Surrounded by Light

### EPs
- 2015: We Are Making Love Again

### Singles
- 2014: Always June
- 2014: Chinese Trees
- 2015: Aubrey
- 2015: Young Blood
- 2016: We Are Making Love Again
- 2017: Prague (In the City)
- 2017: Surrounded by Light
- 2017: Not My Street
- 2017: Bottom of the Jungle
- 2017: Paris
- 2018: Spaced Out
- 2019: Friend of a Friend
- 2019: Stuck in the 80’s
- 2020: Lucy
- 2021: Shaka Zulu
- 2022: Spinning
- 2022: High-Speed Kissing (mit We Are Domi)